# Elena Caragiani-Stoenescu
Elena Caragiani-Stoienescu (nascida a 13 de maio de 1887 - 29 de março de 1929, Bucareste) foi a primeira mulher aviadora em Roménia.
Seu primeiro voo ocorreu em 1912, acompanhada por seu instrutor de equitação Mircea Zorileanu.